# Khavn De La Cruz
Khavn De La Cruz, né le 23 décembre 1973 à Quezon City, est un réalisateur philippin.

## Filmographie partielle
- 2004 : Headless (Pugot)
- 2005 : The Family That Eats Soil
- 2006 : Vampire of Quezon City (Aswang ng Quezon City)
- 2006 : Goodbye My Shooting Star (Paalam aking bulalakaw)
- 2007 : 3 Days of Darkness
- 2007 : Squatterpunk (Iskwaterpangk) (documentaire)
- 2008 : Mondomanila (Maynila sa kuku ng dilim)
- 2008 : Mondomanila in the Fangs of Darkness (Maynila sa mga pangil ng dilim)
- 2008 : Bahag Kings
- 2008 : Philippine Bliss
- 2009 : The Middle Mystery of Kristo Negro (Day tingnga ti misteryo ti Kristo Negro)
- 2016 : Alipato: The Very Brief Life of an Ember